# Dunes et marais arrière-littoraux de la plaine maritime picarde
Dunes et marais arrière-littoraux de la plaine maritime picarde este o arie protejată (sit de importanță comunitară — SCI) din Franța întinsă pe o suprafață de 1.021 ha, integral pe uscat.

## Localizare
Centrul sitului Dunes et marais arrière-littoraux de la plaine maritime picarde este situat la coordonatele 50°26′56″N 1°35′29″E / 50.44889°N 1.59139°E.

## Înființare
Situl Dunes et marais arrière-littoraux de la plaine maritime picarde a fost declarat arie specială de conservare în baza directivei 92/43 din 1992 referitoare la conservarea habitatelor naturale și a faunei și florei sălbatice pentru a proteja 1 specie de plante și 4 specii de animale.

## Biodiversitate
Situată în ecoregiunea atlantică, aria protejată conține 16 habitate naturale: Dune cu Salix repens ssp. argentea (Salicion arenariae), Vegetație anuală la limita mareei, Formațiuni ierboase bogate în specii de Nardus, dezvoltate pe substraturi silicioase în zone montane (și în zone submontane, în Europa continentală), Pajiști cu Molinia pe soluri calcaroase, turboase sau argilos-nămoloase (Molinion caeruleae), Liziere de ierburi înalte hidrofile de câmpie și de nivel montan până la alpin, Dune mobile cu vegetație embrionară, Dune de coastă fixe cu vegetație erbacee („dune gri”), Dune mobile de-a lungul țărmului cu Ammophila arenaria („dune albe”), Dune împădurite din regiunile atlantică, continentală și boreală, Depresiuni intradunale umede, Ape stătătoare oligotrofe până la mezotrofe, cu vegetație de Littorelletea uniflorae și/sau de Isoëto-Nanojuncetea, Lacuri eutrofice naturale cu vegetație de tip Magnopotamion sau Hydrocharition, Fânețe de joasă altitudine (Alopecurus pratensis, Sanguisorba officinalis), Dune cu Hyppophaë rhamnoides, Mlaștini alcaline, Ape puternic oligomezotrofe cu vegetație bentonică cu Chara spp..
La baza desemnării sitului se află mai multe specii protejate:
- plante (1): moșișoare (Liparis loeselii)
- amfibieni (1): triton cu creastă (Triturus cristatus)
- nevertebrate (3): libelule (Leucorrhinia pectoralis), Vertigo angustior, Vertigo moulinsiana

Pe lângă speciile protejate, pe teritoriul sitului au mai fost identificate 55 de specii de plante.